# 玻璃胶

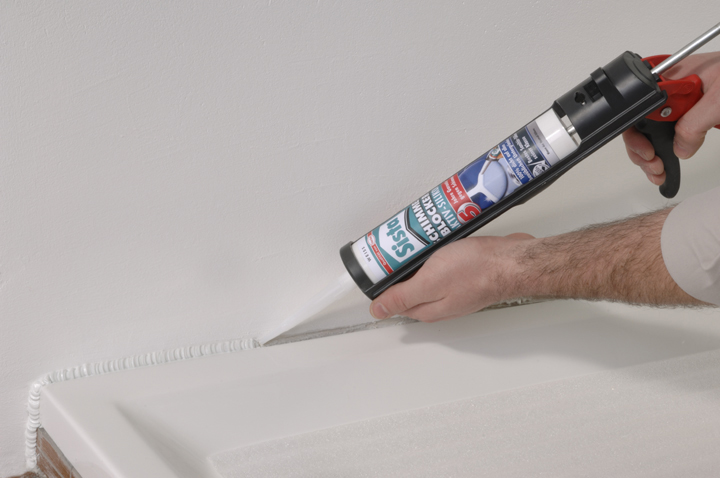

玻璃胶是家庭装修时常用的黏合剂。主要成分为硅酸钠、醋酸及硅酮。可用于黏接和密封玻璃、陶瓷、金属、硬质塑料、铝塑板、石材、木材、砖瓦、水泥等。多用于木线哑口处，洁具、抽水马桶、水槽、镜子等与墙面的缝隙处。分酸性胶和中性胶等，颜色有半透明、白色、黑色和彩色。需配合玻璃胶注射枪（玻璃胶枪）使用。